# Universidad de Siena
La Universidad de Siena (en italiano Università degli Studi di Siena, UNISI; lat.: Universitas Senarum) es una universidad localizada en la ciudad italiana de Siena en la Toscana. La universidad es una de las más antiguas del país, fundada en el siglo XIII. En la actualidad destacan sus facultades de derecho y medicina. Siena es una ciudad universitaria, de los 50.000 habitantes, 20.000 son estudiantes.
La Universidad para Extranjeros de Siena pertenecía originariamente a la universidad de Siena, pero hoy en día es una universidad independiente.

## Organización
La universidad se divide en diez departamentos:
- Departamento de Cirugía
- Departamento de Cirugía y Bioingeniería
- Departamento de Fisiopatología, Medicina Experimental y Salud Pública
- Departamento de Patología Humana y Oncología
- Departamento de Ciencias Neurológicas, Neuroquirúrgicas y del Comportamiento
- Departamento de Filología y Crítica de la Literatura Antigua y Moderna
- Departamento de Derecho Público
- Departamento de Ciencias Jurídicas, Económicas y Gubernamentales
- Departamento de Derecho Privado
- Departamento de Ciencias Empresariales y Sociales

## Personas célebres
- Francesco Accarigi (1557–1622), profesor de derecho civil
- Alessandro Barchiesi (* 1955), profesor de latinistica
- Mauro Cristofani (1941–1947), etruscología